# Banknot zastępczy
Banknot zastępczy – banknot wydrukowany w miejsce egzemplarza, w którym stwierdzono wadę produkcyjną. Charakteryzuje się specjalnym numerem seryjnym. Druk egzemplarzy zastępczych ma na celu utrzymanie tej samej liczby banknotów w każdej partii produkcyjnej. Charakteryzują się one specjalnym numerem seryjnym, gdyż ponowne wydrukowanie banknotów o takich samych numerach, jakie miały egzemplarze wadliwe, jest zbyt kosztowne.
Przykładowe oznaczenia banknotów zastępczych:
- dolar amerykański i dolar australijski: gwiazdka przy numerze
- peso argentyńskie: litera R
- baht tajski: litera S